# فرضیه آشفتگی میانی

نمودار اصول فرضیه آشفتگی میانی را نشان می‌دهد: I. در سطح پایین آشفتگی زیست‌محیطی، غنای گونه‌ای با افزایش طرد رقابتی کاهش می‌یابد، II. در سطح آشفتگی میانی، تنوع به حداکثر می‌رسد، زیرا گونه‌هایی که در مراحل اولیه و اواخر توالی رشد می‌کنند، می‌توانند همزیستی کنند، III. در سطح بالای آشفتگی، غنای گونه‌ای به دلیل افزایش جابجایی گونه‌ها کاهش می‌یابد.

فرضیه آشفتگی میانی (به انگلیسی: Intermediate disturbance hypothesis (IDH)) نشان می‌دهد که تنوع گونه‌های محلی زمانی به حداکثر می‌رسد که آشفتگی زیست‌محیطی نه خیلی نادر و نه خیلی فراوان باشد. در سطح پایین آشفتگی، جانداران رقابتی‌تر، گونه‌های وابسته را به سمت انقراض سوق می‌دهند و بر اکوسیستم تسلط می‌یابند. در سطوح بالای آشفتگی، به دلیل آتش‌سوزی‌های مکرر جنگل‌ها یا اثر انسانی مانند جنگل‌زدایی، همه گونه‌ها در معرض خطر انقراض هستند. بر اساس تئوری IDH، در سطح آشفتگی میانی، تنوع به حداکثر می‌رسد زیرا گونه‌هایی که در مراحل اولیه و اواخر توالی رشد می‌کنند می‌توانند همزیستی کنند. IDH یک مدل غیرتعادلی است که برای توصیف رابطه بین آشفتگی و تنوع گونه‌ای استفاده می‌شود. IDH بر فرض‌های زیر استوار است: اولاً، آشفتگی‌های بوم‌شناختی تأثیر عمده‌ای بر غنای گونه‌ای در منطقه آشفتگی دارند. دوم، رقابت درون‌گونه‌ای باعث می‌شود که یک گونه رقیب خود را به سمت انقراض سوق دهد و در اکوسیستم غالب شود. سوم، آشفتگی‌ها در مقیاس بوم‌شناختی متوسط از رقابت برون‌گونه‌ای جلوگیری می‌کند.

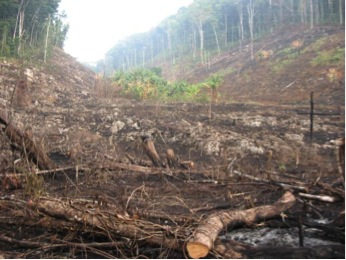
پوشش گیاهی آشفته به دلیل پرورش میلپا. ناحیه کایو، بلیز [Macrae 2008

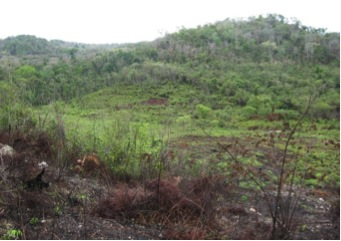
پوشش گیاهی آشفته به دلیل پرورش میلپا، دره کنترراس، ناحیه کایو، بلیز [Macrae 2010